# 平和路 (小港區)
平和路（Pinghe Rd.）為高雄市小港區的南北向道路，是小港港墘地區周遭的「平和」路群之一。南起於光和路，北止於崇本街口銜接草衙三路。

## 行經行政區域
- 小港區

## 沿線設施
（由南至北）
- 高雄市立小港國小
- 小港中正體育場
- 平和路公共停車場
- 丹丹漢堡港和店
- 7-ELEVEN港口門市
- 7-ELEVEN港后門市
- 全家便利商店高雄崇明店

## 相關連結
- 高雄市主要道路列表